# ロバートソン郡 (ケンタッキー州)
ロバートソン郡（英: Robertson County）は、アメリカ合衆国ケンタッキー州の北部に位置する郡である。2010年国勢調査での人口は2,282人であり、2000年の2,266人から0.7%増加した。ケンタッキー州では人口最少かつ総面積最小の郡である。郡庁所在地はマウントオリベット市（人口299人）であり、同郡で人口最大の都市でもある。郡名は1817年から1821年までケンタッキー州選出アメリカ合衆国下院議員を務めたジョージ・ロバートソンに因んで名付けられた。ロバートソン郡はアルコール飲料の販売を禁じる禁酒郡（ドライ郡）である。

## 歴史
ロバートソン郡は1867年2月11日に、ブラッケン郡、ハリソン郡、メイソン郡、ニコラス郡の一部を合わせて設立された。郡名は、判事でケンタッキー州選出アメリカ合衆国下院議員を務めたジョージ・ロバートソンに因んで名付けられた。

## 地理
アメリカ合衆国国勢調査局に拠れば、郡域全面積は100.11平方マイル (259.3 km2)であり、このうち陸地100.07平方マイル (259.2 km2)、水域は0.04平方マイル (0.10 km2)で水域率は0.04%である。

### 隣接する郡
- ブラッケン郡 - 北
- メイソン郡 - 北東
- フレミング郡 - 南東
- ニコラス郡 - 南
- ハリソン郡 - 西

## 人口動態
以下は2000年国勢調査による人口統計データである。
| 基礎データ - 人口: 2,266人 - 世帯数: 866 世帯 - 家族数: 621 家族 - 人口密度: 9人/km2（23人/mi2） - 住居数: 1,034軒 - 住居密度: 4軒/km2（10軒/mi2） 人種別人口構成 - 白人: 98.63% - アフリカン・アメリカン: 0.04% - ネイティブ・アメリカン: 0.04% - その他の人種: 0.22% - 混血: 1.06% - ヒスパニック・ラテン系: 0.93% 年齢別人口構成 - 18歳未満: 23.8% - 18-24歳: 6.7% - 25-44歳: 27.2% - 45-64歳: 25.5% - 65歳以上: 16.9% - 年齢の中央値: 40歳 - 性比（女性100人あたり男性の人口） - 総人口: 94.8 - 18歳以上: 92.5 | 世帯と家族（対世帯数） - 18歳未満の子供がいる: 31.1% - 結婚・同居している夫婦: 57.6% - 未婚・離婚・死別女性が世帯主: 9.1% - 非家族世帯: 28.2% - 単身世帯: 24.7% - 65歳以上の老人1人暮らし: 11.1% - 平均構成人数 - 世帯: 2.54人 - 家族: 3.00人 収入と家計 - 収入の中央値 - 世帯: 30,581米ドル - 家族: 35,521米ドル - 性別 - 男性: 27,656米ドル - 女性: 20,476米ドル - 人口1人あたり収入: 13,404米ドル - 貧困線以下 - 対人口: 22.2% - 対家族数: 17.5% - 18歳未満: 30.3% - 65歳以上: 24.1% |

## 都市と町
- マウントオリベット - 郡庁所在地
- ケントンタウン
- サーディス
- ピークァ